# Marianne Curley
Marianne Curley (ur. 20 maja 1959 w Windsor) – australijska autorka książek dla młodzieży.

## Życiorys
Urodziła się 20 maja 1959 w Windsor w stanie Nowa Południowa Walia. W 1988 r. przeprowadziła się wraz z rodziną do Coffs Harbour, gdzie podjęła pracę nauczycielki w Coffs Harbour Technical College.

## Twórczość
Marianne Curley jest autorką powieści fantasy przeznaczonych dla młodzieży. W 2000 r. wydała pierwszą powieść - Old Magic, za którą w 2004 r. otrzymała wyróżnienie International Reading Association. W latach 2002–2005 wydała trylogię Guardians of Time, również wyróżnioną przez International Reading Association.

### CyklStrażnicy Veridianu(tyt. org.Guardians of Time Trilogy)
- Straż (tyt. org. The Named) (Wielka Brytania: Bloomsbury Publishing PLC, 2002, ISBN 0-7475-5764-0, w Polsce: Wydawnictwo Jaguar, maj 2011, ISBN 978-83-76-86-047-3)[4]
- The Dark (Wielka Brytania: Bloomsbury Publishing PLC, 2003, ISBN 0-7475-6327-6)
- The Key (Wielka Brytania: Bloomsbury Publishing PLC, 2005, ISBN 0-7475-7539-8)